# Manuela Maleeva
Manuela Georgieva Maleeva-Fragnière (Sofia, República Popular de Bulgària, 14 de febrer de 1967) és una extennista professional búlgara que va competir en les tres categories: individual, dobles femenins i dobles mixts. Germana gran de les tennistes Katerina i Magdalena, que també van esdevenir Top 10 del rànquing individual femení de tennis. Manuela va arribar al número 3 del rànquing individual. En casar-se amb l'entrenador suís François Fragnière va adquirir la seva nacionalitat l'any 1990 i va representar aquest país fins a la seva retirada l'any 1994.

## Torneigs del Grand Slam

### Dobles mixts: 1 (1−0)
| Resultat   | Núm. | Any  | Campionat | Parella       | Oponents a la final              | Marcador      |
| ---------- | ---- | ---- | --------- | ------------- | -------------------------------- | ------------- |
| Guanyadora | 1.   | 1984 | US Open   | Tom Gullikson | Elizabeth Smylie John Fitzgerald | 2−6, 7−5, 6−4 |

## Jocs Olímpics

### Individual
| Any  | Campionat                          | Oponent | Resultat |
| ---- | ---------------------------------- | ------- | -------- |
| 1988 | Jocs Olímpics, Seül, Corea del Sud | −       | −        |

## Biografia
Primera filla de Georgi Maleev i Yuliya Berberyan, que era d'origen armeni i es va refugiar a Bulgària fugint de les massacres hamidianes (1896) dins l'Imperi Otomà. Fou la millor tennista búlgara en la dècada del 1960 i en retirar-se es va dedicar a l'entrenament tennístic. Fou l'entrenadora de les seves tres filles: Magdalena, Katerina i Manuela, les quals van esdevenir Top 10 del rànquing WTA en diferents moments.
En edat júnior va guanyar el Roland Garros d'aquesta categoria l'any 1982, i a final d'any ja va passar a professional quan encara tenia quinze anys. Només dos anys després ja va guanyar cinc títols individuals i va aconseguir puntuals victòries sobre les principals tennistes del circuit. Això li va permetre escalar fins al número 3 del rànquing individual amb divuit anys. No va superar mai aquesta posició del rànquing però es va mantenir dins el Top 10 fins al 1992, és a dir, durant vuit anys va estar entre les millors. El seu èxit més destacat fou el US Open (1984) en categoria de dobles mixts junt a Tom Gullikson. El 1988 va participar en els Jocs Olímpics de Seül, en el qual va aconseguir una medalla de bronze en categoria individual. Es va retirar l'any 1994 amb 27 anys. Amb l'equip búlgar de Copa Federació va arribar a semifinals en dues ocasions (1985, 1987), mentre que amb passaport suís va guanyar la Copa Hopman el 1992 amb Jakob Hlasek.
Maleeva es va casar l'any 1987 amb l'entrenador suís François Fragnière i es van establir a Blonay (Suïssa). El matrimoni va tenir dues filles i un fill: Lora (1995), Iva (1997) i Timo (1999), però es van divorciar el 2007 després de vint anys de matrimoni. Llavors es va traslladar a La Tour-de-Peilz amb els seus fills.

## Palmarès: 19 (19−0)

### Individual: 37 (19−18)
| Llegenda                     |
| ---------------------------- |
| Grand Slam (0−0)             |
| Jocs Olímpics Bronze (1)     |
| WTA Tour Championships (0−0) |
| Tier I (1−1)                 |
| Tier II (0−0)                |
| Tier III (3−4)               |
| Tier IV (3−2)                |
| Tier V (4−0)                 |
| Virginia Slims (8−11)        |

| Títols per superfície |
| --------------------- |
| Dura (4−2)            |
| Gespa (0−1)           |
| Terra batuda (6−6)    |
| Moqueta (9−9)         |

| Resultat   | Núm. | Data                   | Torneig                     | Superfície   | Oponent              | Marcador           |
| ---------- | ---- | ---------------------- | --------------------------- | ------------ | -------------------- | ------------------ |
| Finalista  | 1.   | 30 de juny de 1984     | Houston, Estats Units       | Moqueta (i)  | Hana Mandlíková      | 4−6, 2−6           |
| Guanyadora | 1.   | 7 de maig de 1984      | Lugano, Suïssa              | Terra batuda | Iva Budařová         | 6−1, 6−1           |
| Guanyadora | 2.   | 21 de maig de 1984     | Perusa, Itàlia              | Terra batuda | Chris Evert          | 6−3, 6−3           |
| Guanyadora | 3.   | 6 d'agost de 1984      | Indianapolis, Estats Units  | Terra batuda | Lisa Bonder          | 6−4, 6−3           |
| Guanyadora | 4.   | 12 de novembre de 1984 | Tòquio, Japó                | Moqueta (i)  | Hana Mandlíková      | 6−1, 1−6, 6−4      |
| Guanyadora | 5.   | 10 de desembre de 1984 | Tòquio, Japó                | Moqueta (i)  | Claudia Kohde-Kilsch | 3−6, 6−4, 6−4      |
| Finalista  | 2.   | 7 de gener de 1985     | Washington DC, Estats Units | Moqueta (i)  | Martina Navrátilová  | 3−6, 2−6           |
| Finalista  | 3.   | 20 de maig de 1985     | Lugano                      | Terra batuda | Bonnie Gadusek       | 4−6, 2−6           |
| Finalista  | 4.   | 21 d'octubre de 1985   | Brighton, Regne Unit        | Moqueta (i)  | Chris Evert          | 5−7, 3−6           |
| Finalista  | 5.   | 11 de novembre de 1985 | Tòquio                      | Moqueta (i)  | Chris Evert          | 5−7, 0−6           |
| Guanyadora | 6.   | 9 de desembre de 1985  | Tòquio (2)                  | Moqueta (i)  | Bonnie Gadusek       | 7−6(2), 3−6, 7−5   |
| Finalista  | 6.   | 19 de maig de 1986     | Lugano (2)                  | Terra batuda | Raffaella Reggi      | 7−5, 3−6, 6−7(6)   |
| Finalista  | 7.   | 9 de juny de 1986      | Birmingham, Regne Unit      | Gespa        | Pam Shriver          | 2−6, 6−7(0)        |
| Finalista  | 8.   | 8 de setembre de 1986  | Tòquio                      | Moqueta (i)  | Steffi Graf          | 4−6, 2−6           |
| Guanyadora | 7.   | 30 de març de 1987     | Wild Dunes, Estats Units    | Terra batuda | Raffaella Reggi      | 5−7, 6−2, 6−3      |
| Finalista  | 9.   | 6 d'abril de 1987      | Hilton Head, Estats Units   | Terra batuda | Steffi Graf          | 2−6, 6−4, 3−6      |
| Finalista  | 10.  | 18 de maig de 1987     | Ginebra, Suïssa             | Terra batuda | Chris Evert          | 3−6, 6−4, 2−6      |
| Guanyadora | 8.   | 24 d'agost de 1987     | Mahwah, Estats Units        | Dura         | Sylvia Hanika        | 1−6, 6−4, 6−1      |
| Finalista  | 11.  | 14 de setembre de 1987 | Tòquio (2)                  | Moqueta (i)  | Gabriela Sabatini    | 4−6, 6−7(6)        |
| Guanyadora | 9.   | 29 de febrer de 1988   | Wichita, Estats Units       | Dura (i)     | Sylvia Hanika        | 7−6(5), 7−5        |
| Guanyadora | 10.  | 12 de setembre de 1988 | Phoenix, Estats Units       | Dura         | Dinky Van Rensburg   | 6−3, 4−6, 6−2      |
| Finalista  | 12.  | 17 d'octubre de 1988   | Zuric, Suïssa               | Moqueta (i)  | Pam Shriver          | 3−6, 4−6           |
| Finalista  | 13.  | 24 d'octubre de 1988   | Brighton (2)                | Moqueta (i)  | Steffi Graf          | 2−6, 0−6           |
| Guanyadora | 11.  | 12 de març de 1989     | Indian Wells, Estats Units  | Dura         | Jenny Byrne          | 6−4, 6−1           |
| Guanyadora | 12.  | 22 de maig de 1989     | Ginebra                     | Terra batuda | Conchita Martínez    | 6−4, 6−0           |
| Finalista  | 14.  | 12 de febrer de 1990   | Chicago, Estats Units       | Moqueta (i)  | Martina Navrátilová  | 3−6, 2−6           |
| Finalista  | 15.  | 27 de març de 1990     | San Antonio, Estats Units   | Dura         | Monica Seles         | 4−6, 3−6           |
| Finalista  | 16.  | 6 d'agost de 1990      | San Diego, Estats Units     | Dura         | Steffi Graf          | 3−6, 2−6           |
| Guanyadora | 13.  | 11 de febrer de 1991   | Linz, Àustria               | Moqueta (i)  | Petra Langrová       | 6−4, 7−6(1)        |
| Finalista  | 17.  | 22 d'abril de 1991     | Barcelona, Espanya          | Terra batuda | Conchita Martínez    | 4−6, 1−6           |
| Guanyadora | 14.  | 20 de maig de 1991     | Ginebra, Suïssa             | Terra batuda | Helen Kelesi         | 6−3, 3−6, 6−3      |
| Guanyadora | 15.  | 23 de setembre de 1991 | Bayona, França              | Moqueta (i)  | Leila Meskhi         | 3−6, 6−3, 6−4      |
| Finalista  | 18.  | 6 de juliol de 1992    | Kitzbühel, Àustria          | Terra batuda | Conchita Martínez    | 0−6, 6−3, 2−6      |
| Guanyadora | 16.  | 28 de setembre de 1992 | Bayona (2)                  | Moqueta (i)  | Nathalie Tauziat     | 6−7(4), 6−2, 6−3   |
| Guanyadora | 17.  | 22 de febrer de 1993   | Linz (2)                    | Moqueta (i)  | Conchita Martínez    | 6−2, 1−0, retirada |
| Guanyadora | 18.  | 4 d'octubre de 1993    | Zuric                       | Moqueta (i)  | Martina Navrátilová  | 6−3, 7−6(1)        |
| Guanyadora | 19.  | 8 de febrer de 1994    | Osaka, Japó                 | Moqueta (i)  | Iva Majoli           | 6−1, 4−6, 7−5      |

### Dobles: 11 (4−7)
| Llegenda                     |
| ---------------------------- |
| Grand Slam (0−0)             |
| WTA Tour Championships (0−0) |
| Tier I (0−0)                 |
| Tier II (1−2)                |
| Tier III (0−1)               |
| Tier IV (0−1)                |
| Tier V (1−0)                 |
| Virginia Slims (2−3)         |

| Títols per superfície |
| --------------------- |
| Dura (0−1)            |
| Gespa (0−0)           |
| Terra batuda (3−3)    |
| Moqueta (1−3)         |

| Resultat   | Núm. | Data                   | Torneig                         | Superfície   | Parella           | Oponents                             | Marcador         |
| ---------- | ---- | ---------------------- | ------------------------------- | ------------ | ----------------- | ------------------------------------ | ---------------- |
| Finalista  | 1.   | 29 d'abril de 1985     | Houston, Estats Units           | Terra batuda | Helena Suková     | Elise Burgin Martina Navrátilová     | 1−6, 6−3, 3−6    |
| Guanyadora | 1.   | 22 de juliol de 1985   | Indianapolis, Estats Units      | Terra batuda | Katerina Maleeva  | Penny Barg Paula Smith               | 3−6, 6−3, 6−4    |
| Finalista  | 2.   | 8 de setembre de 1986  | Tòquio, Japó                    | Moqueta (i)  | Katerina Maleeva  | Bettina Bunge Steffi Graf            | 1−6, 7−6(7), 2−6 |
| Guanyadora | 2.   | 6 de juliol de 1987    | Knokke, Bèlgica                 | Terra batuda | Bettina Bunge     | Kathleen Horvath Marcella Mesker     | 4−6, 6−4, 6−4    |
| Finalista  | 3.   | 14 de setembre de 1987 | Tòquio (2)                      | Moqueta (i)  | Katerina Maleeva  | Anne White Robin White               | 1−6, 2−6         |
| Guanyadora | 3.   | 11 de febrer de 1991   | Linz, Àustria                   | Moqueta (i)  | Raffaella Reggi   | Petra Langrová Radka Zrubáková       | 6−4, 1−6, 6−3    |
| Finalista  | 4.   | 20 de maig de 1991     | Ginebra, Suïssa                 | Terra batuda | Cathy Caverzasio  | Nicole Bradtke Elizabeth Smylie      | 1−6, 2−6         |
| Finalista  | 5.   | 9 de febrer de 1993    | Osaka, Japó                     | Moqueta (i)  | Magdalena Maleeva | Jana Novotná Larisa Neiland          | 1−6, 3−6         |
| Guanyadora | 4.   | 5 d'abril de 1993      | Amelia Island, Estats Units     | Terra batuda | Leila Meskhi      | Amanda Coetzer Inés Gorrochategui    | 3−6, 6−3, 6−4    |
| Finalista  | 6.   | 19 d'abril de 1993     | Barcelona, Espanya              | Terra batuda | Magdalena Maleeva | Conchita Martínez A. Sánchez Vicario | 6−4, 1−6, 0−6    |
| Finalista  | 7.   | 26 de juliol de 1993   | Stratton Mountain, Estats Units | Dura         | Mercedes Paz      | Elizabeth Smylie Helena Suková       | 1−6, 2−6         |

## Trajectòria en Grand Slams

### Individual
| Open d'Austràlia | 2R | A  | A  | QF | NC | 4R | A  | A  | A  | 2R | QF | 4R | QF | 0 / 7  | 18 − 6  |
| Roland Garros | 2R | 3R | 4R | QF | 3R | QF | 3R | QF | QF | 2R | 3R | 3R | A  | 0 / 12 | 30 − 12 |
| Wimbledon | 2R | 2R | QF | 4R | 4R | 2R | 1R | A  | 1R | A  | 3R | 2R | A  | 0 / 10 | 16 − 10 |
| US Open | 3R | 3R | 1R | 4R | QF | 4R | QF | QF | QF | 4R | SF | SF | A  | 0 / 12 | 39 − 12 |
| Rànquing a final d'any | 60 | 30 | 6  | 7  | 10 | 8  | 6  | 9  | 9  | 10 | 9  | 11 | −  |        |         |
| Llegenda: G: Guanyadora; F: Finalista; SF: Semifinalista; QF: Quarts de final; Q: Qualificació; A: Absent; RR: Round Robin |    |    |    |    |    |    |    |    |    |    |    |    |    |        |         |